# Вакабаясі Такео
Вакабаясі Такео (яп. 若林 竹雄, нар. 29 серпня 1907, Хьоґо — пом. 7 серпня 1937) — японський футболіст, що грав на позиції нападника.

## Виступи за збірну
У 1930 року дебютував в офіційних матчах у складі національної збірної Японії. У формі головної команди країни зіграв 2 матчі. Був учасником Far Eastern Championship Games 1930 року.

## Статистика
Статистика виступів у національній збірній.
| Збірна Японії | Збірна Японії | Збірна Японії |
| Роки          | Ігри          | голи          |
| ------------- | ------------- | ------------- |
| 1930          | 2             | 4             |
| Усього        | 2             | 4             |